# 大洪水

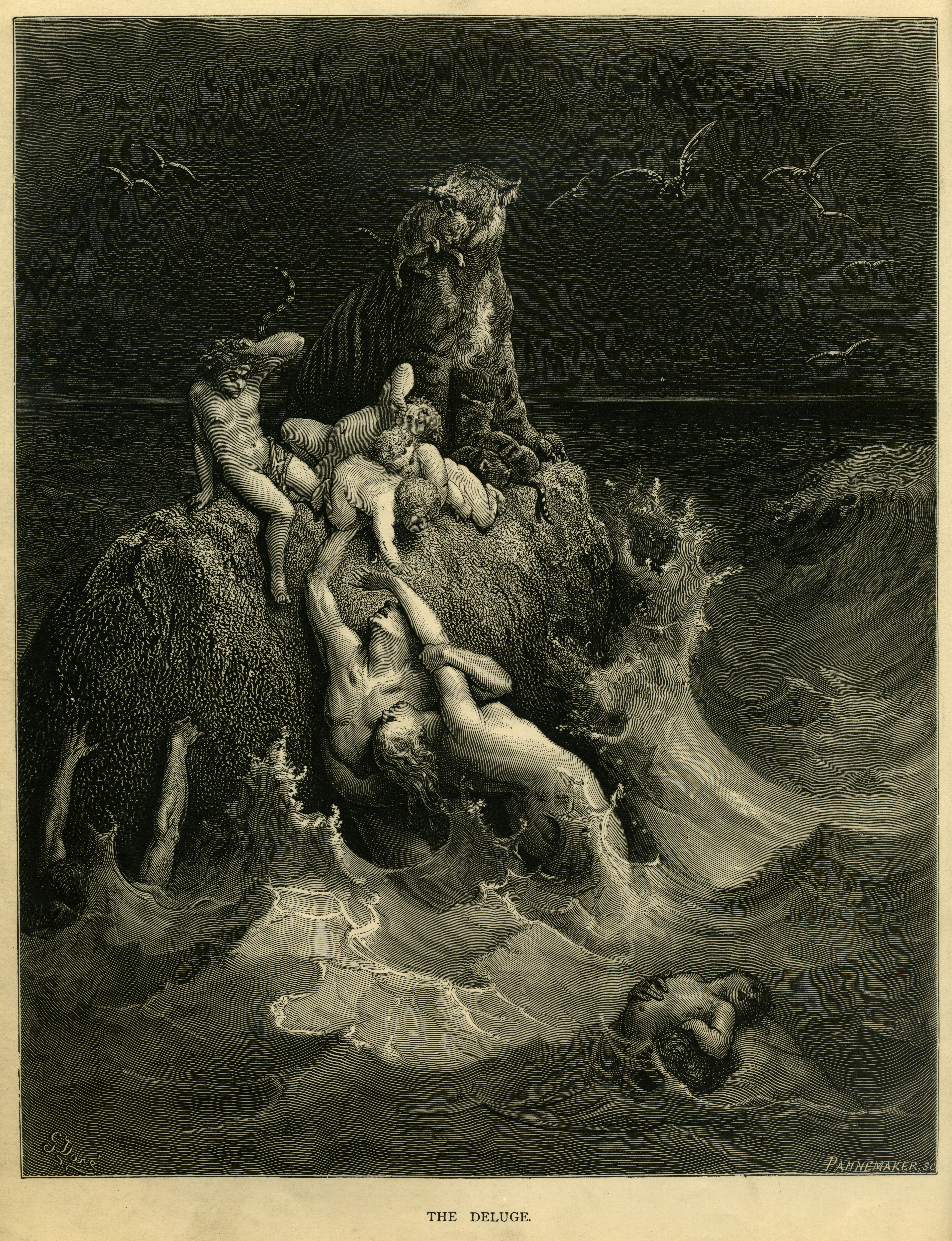
大洪水（The Deluge）
古斯塔夫·多雷繪

大洪水是世界多个民族的共同傳說，美索不达米亚、希臘、印度、中國、玛雅、臺灣等各民族中，都有洪水滅世的傳說，如最早的《吉爾伽美什史詩》。
宗教傳說方面，猶太教《塔納赫》及基督教《舊約聖經》則記載：由於大洪水後各民族的居住地逐漸分散，使這個傳說也變得變化多端。佛教表示大洪水是未來會發生的事件。

## 神话特征
1. 一场发生在远古时代的洪水。
2. 短时期的大量降雨几乎淹没了所有陆地。
3. 绝大多数人死亡，少数人漂浮在水面上得以幸存。
4. 幸存者是一家人（不少是兄妹），他们最後繁衍生息并壮大了人类族群。

## 傳說的歷史意義
在世界各地的不同民族間均有關於大洪水的傳說，雖然細節不同，但卻有不少共通點，構成一種特殊現象。
對此，從希臘神話開始就有宙斯以洪水結束青銅時代的神話故事，其後的基督教人士認為這些傳說的根源是創世記所載，挪亞時代發生的全球大洪水一事。對於非基督教的人士，他們認為聖經中的故事有可能是由希臘神話或更早的來源變遷而來，部分人士或認為證據不足以認定傳說的洪水是廣泛地區的事件，有可能是局部地區性的事件，或尚未發現各地事件關連性及可靠證據。
古埃及、古希臘、古中国、凯尔特人、波利尼西亞人、因紐特人、非洲人、印度人、印第安人，全都有自己的洪水傳說。
傳說中的亞特蘭提斯、印度的德瓦卡古城，也都毀滅於距今約9000年前的大洪水。
一說大洪水就是海平面大幅上昇。

## 希臘神話
在希臘神話中，皮拉是厄庇墨透斯及潘朵拉的女兒，杜卡利翁的妻子。
當宙斯決定以大洪水結束青銅時代，杜卡利翁和皮拉是唯一生存下來的人。雖然普羅米修斯因幫人類從奧林匹斯偷取了火而被宙斯鎖在高加索山的懸崖上，但他仍能預知大洪水的來臨，因此命兒子杜卡利翁建造方舟。大洪水泛濫時，杜卡利翁和皮拉的船就停在唯一沒有被淹浸的帕納塞斯山。
洪水退卻後，杜卡利翁夫婦再次踏觸陸地。杜卡利翁接到忒彌斯的神諭：「將母親的骨頭向後拋」。杜卡利翁和皮拉知道「母親」是指大地之神蓋亞，而「骨頭」指石頭。他們按照神諭，將石頭向後拋。皮拉拋的石頭變成了女人，而杜卡利翁拋的石頭變成了男人。

## 亞伯拉罕諸教

### 基督教觀點
摘錄自《國際標準聖經百科全書》（第2卷，319頁）：“幾乎所有民族、部族都有洪水的傳說。雖然最廣泛流傳的地區是亞洲大陸及其南面的島嶼，以及北美洲，可是各大洲都發現有洪水傳說。已知的洪水傳說總數多達270個左右。……由於洪水的故事廣泛流傳，因此常常給用來證明人類曾被一場全球的洪水毁滅，證明人類是從一個地方或甚至是從一個家庭繁衍開來的。雖然不一定是全部，但看來大部分洪水傳說都指向同一場洪水。可是，有學者聲稱，這許許多多的洪水故事不過來自傳教士而已，但這個講法是說不通的，因為這些故事都是由人類學家在各地搜集得來的，而這些學家並不熱衷於維護聖經；況且故事內容離奇怪誕，充滿異教色彩，顯然是因為這些故事在異教社會中流傳了一段很長的時間。再者，一些寫下洪水故事的人對希伯來和基督教的傳統是大力反對的。”

### 大洪水與挪亞方舟
猶太教的《塔納赫》，記載由於有些神的兒子們贪恋地上女人的美丽擅离职守，离开天上的工作岗位来到地上与这些女人结合，结果他们的后代十分强壮巨大，这导致了人间暴力横行。其他人類在地上也效法这些人作惡，暴力充斥世界。
基督教的《舊約聖經》裡《創世記》篇的第6至8章的記載：世間充滿罪惡，所以使上帝決心要毁滅地上的人类。他拣选了樂意“与他同行”的义人挪亞。上帝命令義人挪亞建造一個巨型的方舟（133.5×22.3×13.4米，容积约4万立方米），把陆地上每一类生物都留下至少雌雄一對（其中上帝认为洁净的动物要保留7對），放入方舟裡。挪亞在建造方舟并收集生物的同时向遇到的人宣布上帝将要降下洪水，如果要逃过大洪水必须进入方舟。然而当时没有人关心他传讲的信息，照样吃吃喝喝享受生活，只有挪亞一家8口进入方舟。
40年后，挪亞建造方舟和收集动物的工作完成，然後上帝在挪亞600岁那一天，从天上降下特大暴雨40昼夜，又使地下水不断涌出，使水位不斷上升。大水湧來，浸过地上所有的陆地，把地上一切的陆生生物都消滅掉，唯有在方舟裡的得以保存。
於是，一年之后，洪水退去，他们回到陸地。挪亞一家感谢上帝后，上帝允许他们食用动物肉，但是禁止食用血和被勒死的动物，因为血液是神圣的，代表生命。挪亞一家从此在新土地上繼續生活，生儿育女。挪亞一家都忠心敬拜上帝，听从上帝的吩咐。圣经记载，他們是人类各個民族共同的祖先。但是后来有一个人宁录，也就是地上第一个建立政治制度的人，提议修建巴别塔而违抗上帝要求挪亞后代分散到全世界的命令，为了阻止人类自行其事，上帝混乱了他们的语言，使他们无法合作和互相理解。自此人类只好向全世界迁移。这也是圣经解释的民族形成的原因。

## 古巴比伦傳說

### 苏美尔文明的吉爾伽美什史詩
美索不達米亞平原的傳說年代比聖經早。有不少民族在故事開始之前，還有一段天上諸神就是否要用洪水毁滅世人而展開過一段激烈的辯論。
阿特拉哈西斯神話中，風之神與眾神之王恩利爾覺得人類太吵鬧，於是放出洪水、乾旱和瘟疫來消滅他們。但是，個性良善的水神恩基傳授阿拉哈西斯灌溉、貯存穀物以及醫藥的知識，人類因此得以存活下來。恩尼爾相當生氣，決定祕密召幾位神來放一次巨大的洪水完全滅絕人類，但是還是被恩基知道，並且事先安排烏特納匹什提姆搭船避難，日後便予烏塔那匹茲姆永生的能力，囑其隱居深山。恩尼爾大怒，控告恩基妨礙他的計畫，恩基則向他解釋，為了必須的平衡，不應該完全滅絕無辜的人類，讓剩下來的人類進行節育即可。但是，相對地，如果人類不信神祇而墮落，就會任憑眾神屠殺。這是大洪水記載的最早版本。
在蘇美王表的記載上，也清楚地顯示了一場大洪水，根據後世君王在位時間往回推算，可以發現蘇美神話中的大洪水距今約2萬3000年。
‘在上方’‘在高处’是伊努玛伊利诗的寓意，最初于1849年在尼尼微（如今的摩苏尔）的宫殿中被发现。版本之间的差异较小，没有使用音韵（verses），最早可以追溯到 7 BCE。

## 中國傳說

### 共工觸不周山
根據《三皇本紀》記載，水神共工與火神祝融交戰。共工被祝融打敗，用頭去撞西方的世界支柱不周山，導致天塌陷，天河之水注入人間。女媧不忍人類受災，於是煉五色石補好天空，折神鱉之足撐四極，平洪水殺猛獸，人類始得以安居。也有其他說法。《路史》稱共工氏在太昊氏（伏羲氏）之後作亂，導致洪水為患。女媧氏與共工氏戰鬥，戰勝了共工氏，於是天地平復。

### 大禹治水
根據《史記夏本紀》記載，上古帝堯時洪水使各地百姓生活在水患之中，無法安居樂業。當時的帝舜認為應該有人能夠治理洪水，於是選擇了大禹來擔任治水的重任。從鯀到大禹在面對洪水泛濫的情況下最終成功治水。根據傳說，大禹在經歷了九年的艱苦努力，修築堤壩，疏通河道，開鑿渠道，調節水流令洪水得以收斂，人民得以安居樂業。

## 臺灣傳說
台灣各地普遍共有流傳著太古時大洪水的傳說，其中泰雅族、賽夏族、鄒族、布農族、魯凱族、排灣族、撒奇萊雅族、阿美族、巴宰族與台灣漢移民等都有大洪水的傳說。

### 阿美族
阿美族的族群譜系複雜，且移動頻繁，故洪水傳說版本也各有不同。

#### 發光的女孩
花蓮縣光復鄉太巴塱部落的祖源傳說中，先祖 Keseng 與 Madapidap 原住在南方之地「Arapanapanayan」一處。六名子女中的么妹 Tiyamacan（迪雅瑪贊）美麗且身體發光，浣衣時遭到海上神靈的兒子 Felalakac／Kaliwasan 貪戀，Felalakac 命令 Tiyamacan 回家稟告父母，自己五日後將來娶親。Tiyamacan 如實稟告，家中親長試圖將其藏匿在柴房、豬圈爛泥等地，試圖遮掩其光芒，但 Felalakac 仍在盛怒下召喚洪水沖毀大地，Tiyamacan 被擄，一家人乘上一種古代能讓多人搗米的長形器物往北漂流，途中長兄 Tadi'afo、二兄 Dadakiyolo、三兄 Apotok 分別成為泰雅族、平埔族與布農族先祖；父親 Keseng 與母親 Madapidap 在岸邊望見海上遠去的 Tiyamacan，雙方互道珍重後，父親化為海棗樹、母親化為海鳥，永世凝望海上雷電，守護 Tiyamacan 發光的身影與哭聲。剩下兩名手足 Doci 與 Lalakan 在今日八里灣山上靠岸，嘗試生育但卻失敗，最終在天神祝福下生下三女一男，後來洪水退去，其中二女一男成為太巴塱部落先祖，而二姐成為奇美部落先祖，故兩社群互為姊妹部落。

#### 都蘭山
台東地區有傳說認為阿美族的祖先來自海外，先抵達傳說中的島嶼「Fotol」，卻發現當地已有人居住，又遷移到「Sanasai」，最後抵達台灣島的都蘭山，洪水退去後下山，故都蘭山是方舟主體，而都蘭部落「'Atolan」在阿美語也是「堆砌地」之意。有人因此認為「Fotol」即今日蘭嶼（並遇見達悟族）、「Sanasai」即綠島，但這些說法無從考據。
需注意的是，每個阿美族部落對於洪水傳說的細節、人物名稱皆有不同，且可能受到周邊民族的傳說影響，故不應混為一談，將阿美族各部落的傳說視為一個統一的體系。

### 撒奇萊雅族
撒奇萊雅族的大洪水傳說，又稱作撒奇萊雅的洪水傳說，傳說在很久以前神要人們在重要的節慶前必需要祭祀神靈，但是連年豐收讓人遺忘了敬神。神明大怒降下洪水，淹沒了許多部落，其中一位部落酋長帶領他的人民爬到撒基拉雅高山上避難，但是洪水還是不停地向上漲，後來酋長接到了神明的指示，要一對男女當作祭品，酋長的女兒和一位青年犧牲了自己的生命，讓撒奇萊雅族得以繁衍。

### 泰雅族
泰雅族的傳說中，他們的祖先誕生在太古時代的賓斯博干（Pinsbkan），賓斯博干意指石頭裂開，人由此誕生，誕生的一男一女結為夫妻，生下泰雅族的祖先，並繁衍許多子孫。一日，天忽然降下大雨，到處都受到洪水的侵襲，人們逃到了大霸尖山山頂後，發現有一對兄妹，觸犯了禁忌結為夫妻，族人將他們丟入水中，大水立即退去，並形成了兩條河，一條是雄河（大安溪），另一條則是雌河（大甲溪）。

### 鄒族
鄒族神話說，從前有一條大鰻魚橫臥在溪水裡，溪水被牠堵塞，便到處氾濫，整個大地都變成汪洋，連高山也浸在水中。因此，人們都逃向八頓郭努山（Patunkuonʉ，即玉山），但水勢仍繼續上漲，快淹到八頓郭努山。就在人們憂心忡忡時，一隻大螃蟹跑來向人們說：「如果你們能給我一份禮物，我就想辦法讓大水退去。」人們問牠想要什麼禮物，大螃蟹便走到烤火的婦女中間，注視她們的私處。這些婦女立刻明白螃蟹的意思，便拔下幾根陰毛給牠，螃蟹才心滿意足的走了。牠便出發去找大鰻魚，發現鰻魚後，先找到一個可以藏身的洞穴，然後輕輕的用螯爪夾住鰻魚的肚子，鰻魚稍微轉動了一下；接著螃蟹就用盡全力，下死勁夾住鰻魚的肚臍。鰻魚感到一陣劇痛，驚慌之中翻轉身體，大水便流走了。

### 台灣漢移民
根據台灣漢族民間傳說，民眾在歲末祭祀眾神時，經常忽略在神桌上管油燈的「燈猴」，心裡不平衡的燈猴便向玉帝告狀，控訴百姓不知感恩，玉帝因此降旨，下令龍王在除夕夜引發洪水，把台灣淹入海中，而土地公、灶君、床母等居家神明無法讓玉帝改變心意，因此告訴人類「世界末日」即將到來，百姓因此在除夕夜與家人圍爐，一起享用「最後的晚餐」。
不過最後觀世音菩薩成功勸說玉帝，讓玉帝收回淹沒台灣的命令，而百姓在正月初一醒來發現還活著，則紛紛互道恭喜，成為台灣漢族獨特的過年由來傳說；此外，家中長輩得知台灣島要被淹沒，因此分發錢財給子女，讓島沉後踏上黃泉路的家人有盤纏可用，這也變成今日的發紅包習俗（但紅包应是汉人來台前就有的習俗）。最早的完整「沉島傳說」故事收錄在1936年李獻章整理的《臺灣民間文學集》。
經過民俗研究學者的比對，後來日人金關丈夫編輯《民俗臺灣》時，也有人討論記載。到了戰後，胡萬川教授推動各縣市進行民間文學採集時，分別在清水、龜山等地區都有收錄到，甚至龜山版本的傳說中，還提到「十二月二九暗乎，會大地動啦。抑算講歸的人攏會死。」版本雖然各有些微差異，但仍可看出是將過年看作是即將地震、沉沒海裡等普遍的文化記憶。

## 佛教經典
在大正新脩大藏經中，涅槃部第十二卷《佛說法滅盡經》中提到，在劫欲盡時，地球繞太陽公轉時間會變快，人類男性的壽命會變短，人類女性的壽命會變長，然後會突然引發大洪水，眾人以為像平常的洪水一般，但大洪水長期不退去，導致大部分人溺死或遭水中生物吞噬。

## 考古發現
1922年，英國考古學家伦纳德·伍利，對巴格達與波斯灣之間的美索不達米亞沙漠地帶進行考察挖掘，結果發現了苏美尔古國乌尔城的王族墓葬之下，有二公尺多厚的乾淨黏土沉積層。經過對黏土的分析研究後表明，這層乾淨的黏土屬於洪水沉積後的淤土。自此，伍利認為這個發現說明了美索不達米亞的古老傳說，以及聖經上記載的大洪水是曾經發生過的歷史事件。

## 參看
- 黑海
- 地中海
- 云梦泽
- 洪水
- 伯克爾坑
- 大洪水时代
- 華倫亭
- 陆沉传说